# Frederic Morton
Frederic Morton, nacido como Fritz Mandelbaum (Viena, 5 de octubre de 1924-Ib., 20 de abril de 2015) fue un columnista y escritor judío austríaco que emigró a Estados Unidos en 1940.

## Biografía
Creció en su ciudad natal, criado por su padre, un herrero especializado en forjar medallas imperiales. Tras la Anschluss de 1938, el padre fue detenido por poco tiempo. En 1939 la familia escapó a Inglaterra, y al año siguiente llegó a Nueva York. Morton cuenta que en 1940 su padre decidió a su pesar cambiar su apellido por Morton para poder afiliarse al sindicato, que por entonces era antisemita.
Frederic Morton empezó a trabajar como panadero, pero en 1949 comenzó a estudiar literatura. En 1951 volvió a Austria por primera vez, y en 1962 regresó, esta vez a Salzburgo, para casarse con su novia de la universidad, Marcia.
Desde 1959 Morton trabajó para varias publicaciones de EE. UU., principalmente como columnista (The New York Times, Esquire y Playboy).

## Obras selectas
- A Nervous Splendor: Vienna, 1888-1889 ( ISBN 0-14-005667-X )
- Thunder at Twilight: Vienna 1913/1914 ( ISBN 0-306-81021-2 )
- The Rothschilds: Portrait of a Dynasty ( ISBN 1-56836-220-X )
- 1984, The Forever Street (novela)  ( ISBN 0-7432-5220-9 )
- 2005, Runaway Waltz (memorias)  ( ISBN 0-7432-2539-2 )